# 唧筒座2
唧筒座2是银河系的一个低表面亮度矮卫星星系，位于银纬11.2°。它在天空中的跨度约为1.26°，位于唧筒座ε的东南方向。该星系的大小与大麦哲伦星云相似，但亮度只有大麦哲伦星云的1/10,000。唧筒座2星系是迄今为止发现的所有星系中表面亮度最低的星系 ，其弥散程度是任何已知超稀疏星系的100倍左右。该星系的巨大尺寸表明它目前正受到潮汐力的破坏，并正在演变为星流。唧筒座2星系的东南侧较西北侧更长，这可能是由于潮汐作用的结果。该星系于2018年11月通过欧洲航天局盖亚任务的观察数据发现。